# Fölzstein
Der Fölzstein ist ein 1946 m ü. A. hoher Berg in der Hochschwabgruppe im österreichischen Bundesland Steiermark.

## Lage und Umgebung
Der Fölzstein ist eine Erhebung der Karlalpe, einer karstigen Hochfläche innerhalb der Hochschwabgruppe. Er und sein etwas höherer, nordwestlicher Nachbar, der Fölzkogel, bilden die beiden Eckpunkte eines grasbewachsenen Plateaus, das vom Rest der Karlalpe etwas abgesetzt ist. Im Nordosten, Osten und Süden fällt das Plateau sehr steil bis senkrecht zur Fölzalm bzw. zum Fölzboden ab. Von oben betrachtet hat der Fölzstein keinen Gipfel im engeren Sinne, sein Gipfelkreuz steht auf einem südöstlichen Vorsprung des Plateaus, das hier zu seinem Rand hin noch ansteigt und in einer bis zu 350 Meter hohen, quasi senkrechten Wand endet. Von Süden und Südosten betrachtet bildet diese Wand die markanteste Ansicht des Fölzsteins. 1905 stürzte der berühmte Alpinist Viktor Wolf von Glanvell dort in den Tod.

### Name
Der Namensbestandteil „Fölz“ dürfte auf das mittelhochdeutsche Wort velze zurückgehen, das „Rinne“ bedeutet bzw. im übertragenen Sinn eine entsprechende Geländeform bezeichnen kann. Passenderweise ist Fölz ist der Name eines von Thörl nach Nordwesten führenden Tals, an dessen Ende die enge Fölzklamm liegt. Von hier aus dürfte sich der Name auf die angrenzenden Berge, die Alm und weitere Flurnamen (Fölzboden, Fölzriegel) übertragen haben.

## Geologie und Geomorphologie
Die gesamte Karlalpe wird vom Dachstein-Riffkalk bestimmt, der gegen das Hangende hin von gebanktem, lagunärem Dachsteinkalk abgelöst wird. Der Riffkalk erreicht am Karlhochkogel eine Mächtigkeit zwischen 200 und 300 m. Von der überlagernden Lagune sind etwa 50 m erhalten, die Hauptmasse wurde jedoch längst erodiert. Der Beginn des Riffwachstums an der Ostseite des Karlhochkogels reicht mindestens bis ins Lacium zurück.
Die Hochflächen des Hochschwabgebiets wurden bei der Entstehung der Alpen im Miozän emporgehoben. Sie sind nur gering glazial überformt, weisen in sich meist ein sanft gewelltes Relief auf, an ihren Rändern brechen sie zu den umgebenden Tälern hin jedoch in schroffen Steilwänden ab.

## Aufstieg
Der bekannteste Weg auf Fölzkogel und Fölzstein führt von Südosten (aus Richtung Aflenz Kurort) über den Fölzboden (nahe Gasthof Schwabenbartl) auf die Fölzalm (1484 m). Von dort führt ein steiler Pfad in südwestlicher Richtung direkt zum Fölzstein, ein etwas sanfterer in einem westlichen Bogen über die sogenannte Windscharte (Sattelpunkt zwischen der Fölzalm und dem westlich gelegenen Karlgraben) auf den Fölzkogel. Von der weiter nördlich gelegenen Voisthaler Hütte führt ein anspruchsvoller Steig (Schwierigkeitsgrad T4 der SAC-Wanderskala) nach Südwesten auf die Karlalpe, die dann einige hundert Meter weglos zur Windscharte überquert werden kann.
Aus dem Karlgraben heraus ist die Windscharte nur über die weglosen Steilwiesen an dessen Ende erreichbar. Außerdem führen steile, unmarkierte, teilweise auch sehr anspruchsvolle Steige vom Karlgraben im Westen bzw. Fölzboden und Seitengräben im Osten auf den Waschenriegel (1839 m), einen Berg, der dem Fölzkogel im Südwesten vorgelagert ist und von dem ein einfacher Übergang auf das Plateau möglich ist.

Ansichten
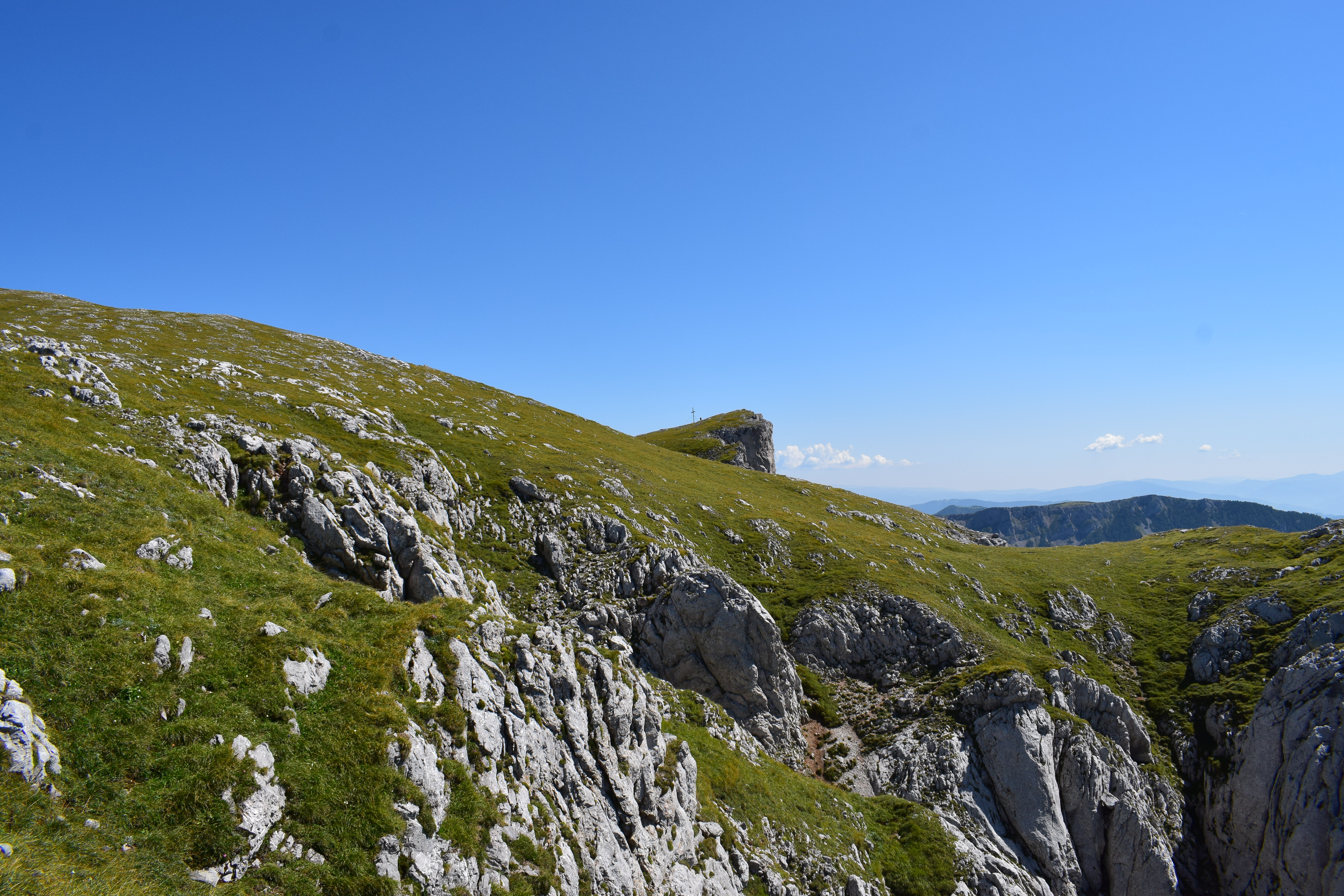
Vom Südrand des Plateaus betrachtet kragt der Gipfel des Fölzsteins markant vor…
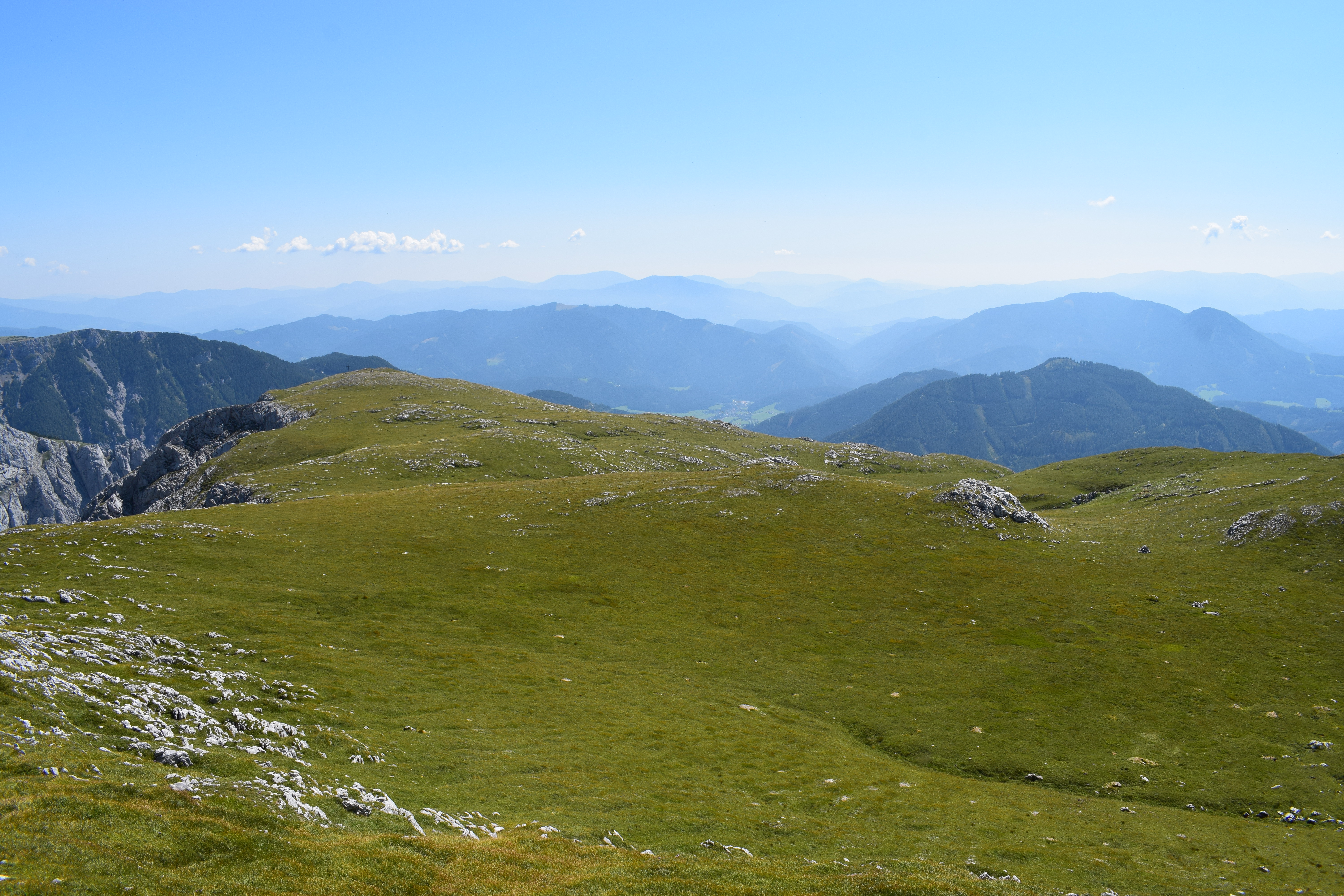
…und ist vom höheren Fölzkogel aus doch nur eine sanfte Wiesenfläche (Gipfelkreuz links hinten).
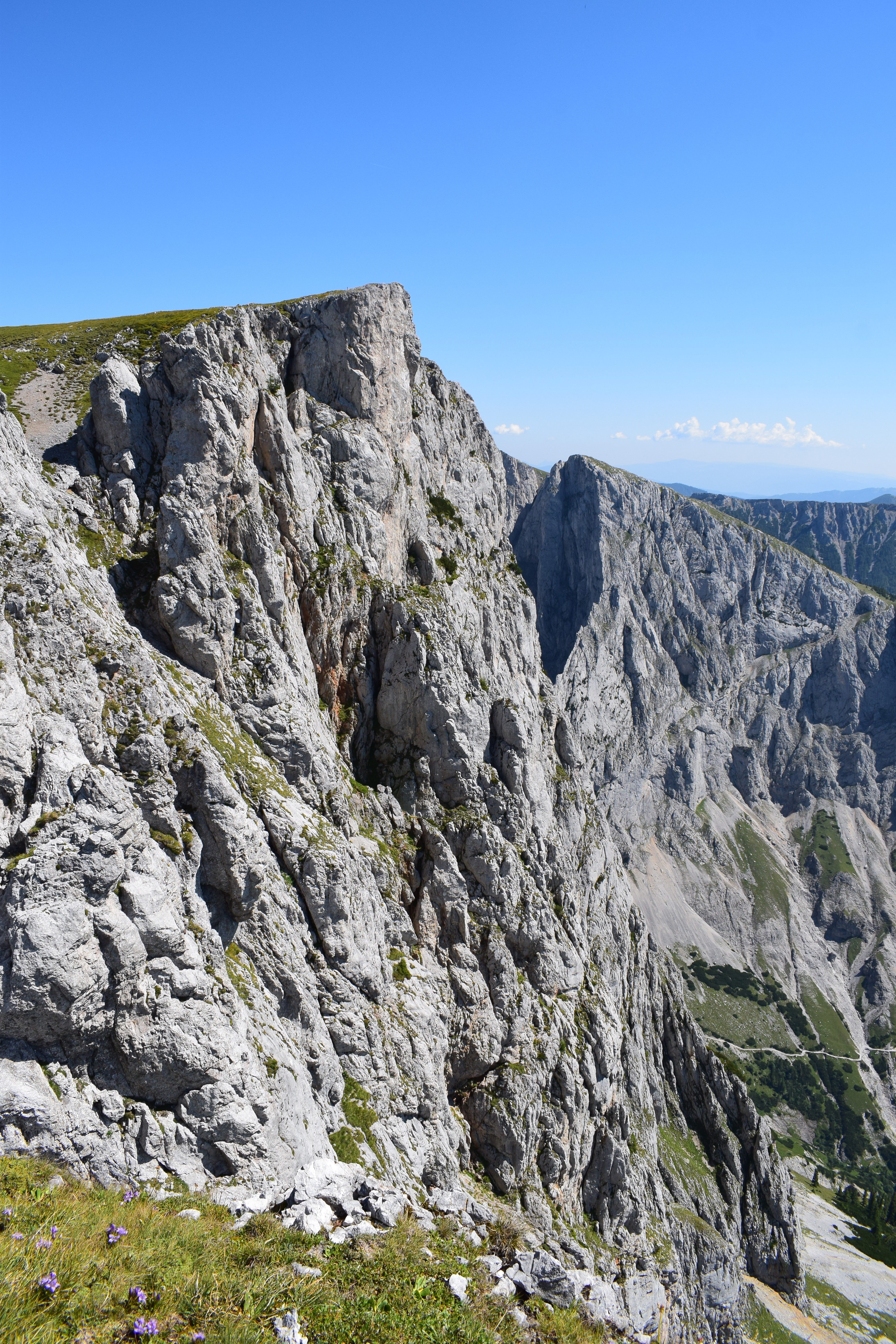
Erst vom Rand des Plateaus wird die Südostwand erkennbar,…
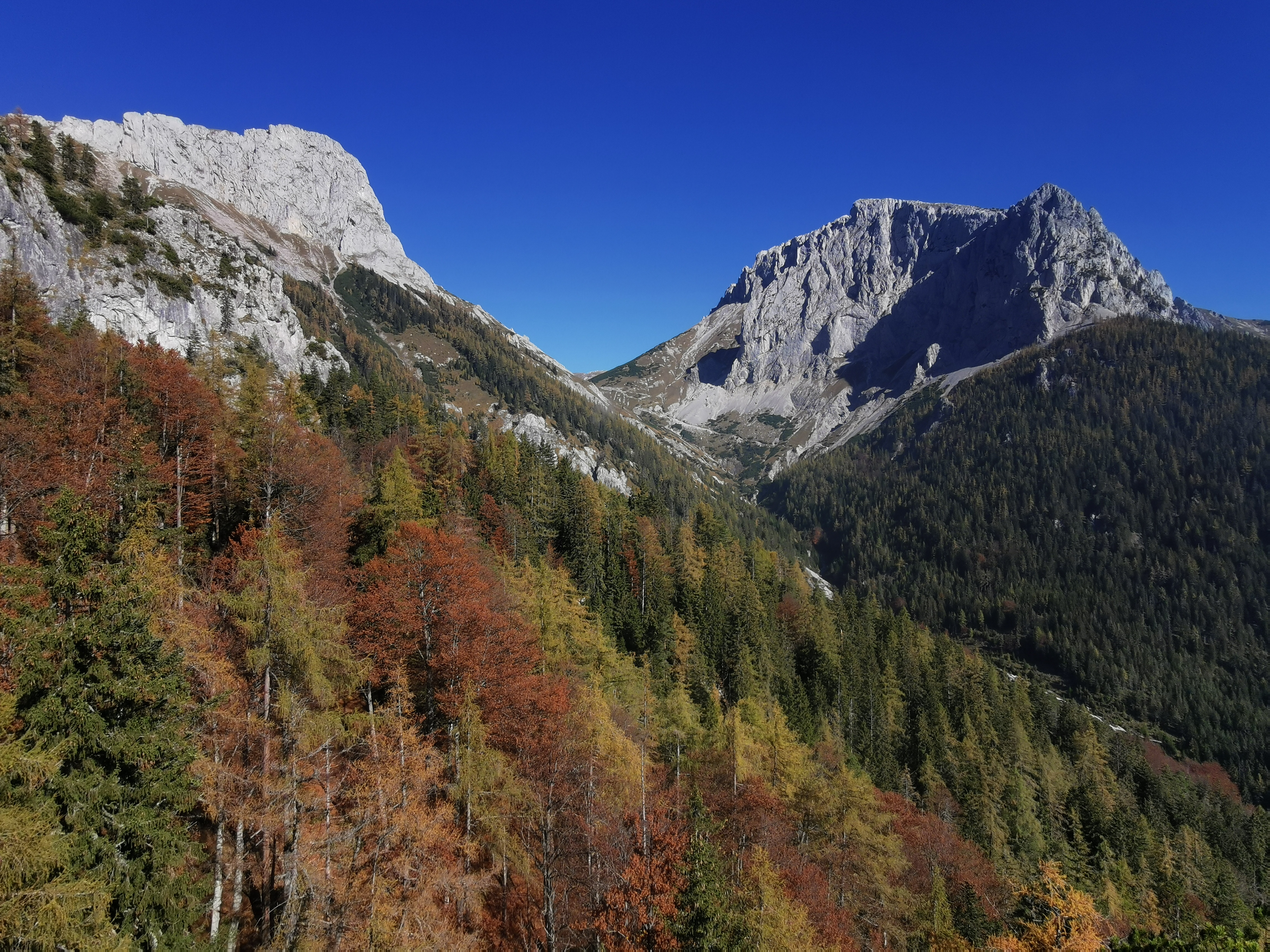
…die gemeinsam mit der Mitteralm (rechts) vom Fölzboden im Süden ein spektakuläres Panorama bildet. Dazwischen führt der Weg auf die Fölzalm hindurch.
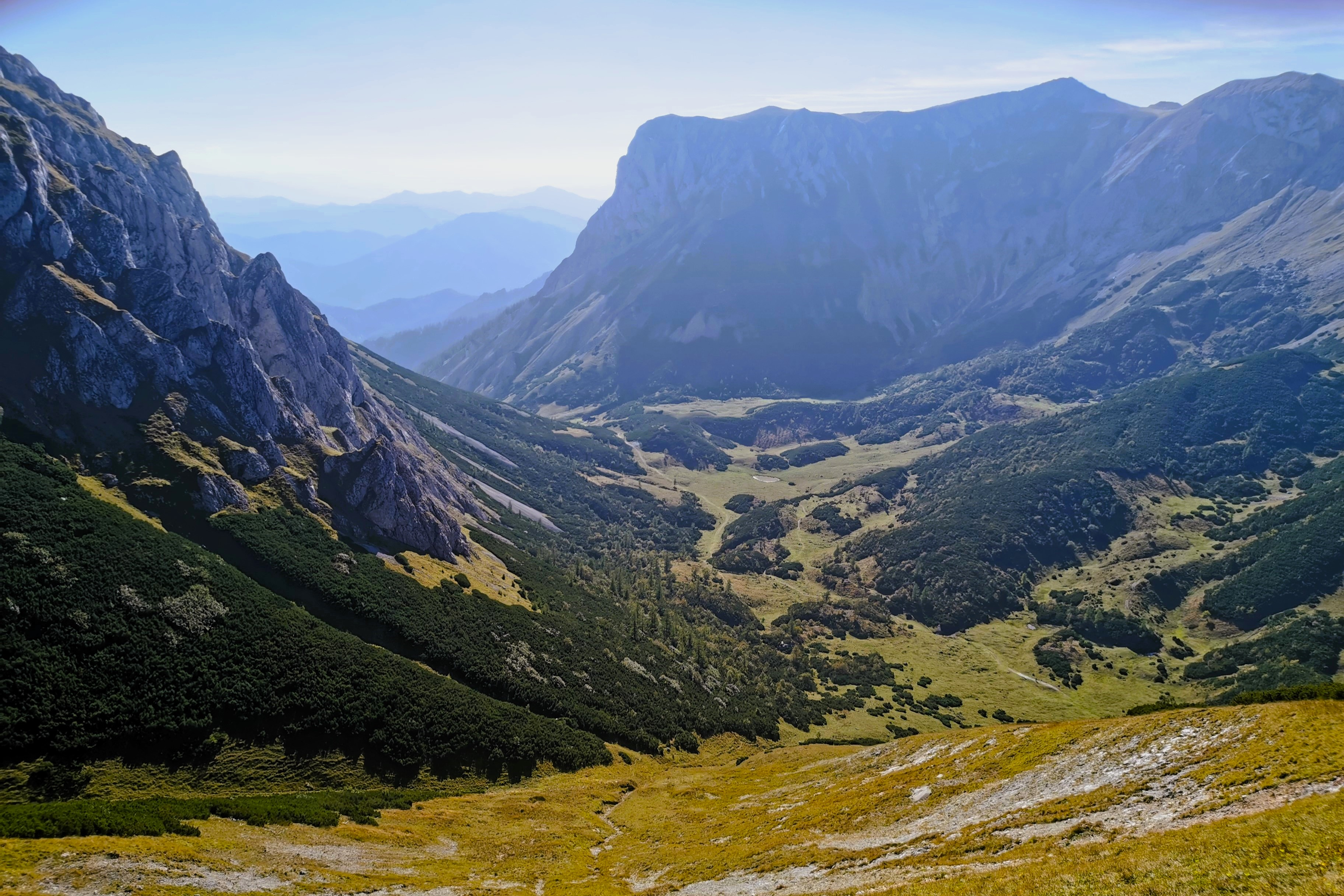
Blick über die Fölzalm nach Südwesten. Rechte Bildhälfte beschattet die Nordostwand von Fölzstein (Kante Links) und Fölzkogel („Pyramide“ rechts).